# Longitarsus karlheinzi
Longitarsus karlheinzi es un coleóptero de la familia Chrysomelidae. Fue descrita científicamente en 1972 por Warchalowski.